# Leelee Sobieski
Leelee Sobieski, pseudonimo di Liliane Rudabet Gloria Elsveta Sobieski (New York, 10 giugno 1983), è un'attrice statunitense.

## Biografia
Il lungo nome è un'eredità lasciata dalla nazionalità francese e polacca del padre (l'attore e pittore Jean Sobieski) che discende dalla famiglia reale polacca dei Sobieski. Liliane è il nome della nonna paterna, mentre Elsveta deriva dalla famiglia materna. Sua madre è la produttrice Elizabeth Salomon. La nonna paterna era di religione ebraica, mentre la nonna materna era una ebrea aschenazita di origini tedesche. Cresciuta in una famiglia religiosa, ha dichiarato di essere orgogliosa delle sue radici. Si è diplomata alla Travor Day School nel 2001 ed ha studiato arte e letteratura alla Brown University, ma non ha finito il corso di laurea.
Dopo avere partecipato ad alcune sit-com e avere debuttato come attrice a 15 anni in un piccolo film indipendente, Mimi Leder le ha offerto la grande occasione di recitare insieme a Elijah Wood in Deep Impact (1998). Successivamente, nel 1999, viene diretta da Stanley Kubrick in Eyes Wide Shut. Ma è nel ruolo di Giovanna d'Arco, nella miniserie televisiva omonima del 1999, che ha ottenuto la consacrazione definitiva ad attrice di primo livello con una nomination nel 2000 al Golden Globe e una candidatura all'Emmy. Un'altra nomination al Golden Globe l'ha ricevuta nel 2002 per La rivolta di Jon Avnet. Nel 2012 ha preso parte alla serie TV NYC 22, e nello stesso anno ha deciso di ritirarsi per dedicarsi alla famiglia e alla pittura.

## Vita privata
Dopo una storia con il cantautore Sean Lennon, dal 2008 al 2009 è stata sposata con l'attore Matthew Davis. Nel gennaio del 2009 si è fidanzata con lo stilista Adam Kimmel, che ha sposato l'anno dopo e di cui prese il cognome. Hanno due figli.

## Filmografia

### Cinema
- Da giungla a giungla (Jungle 2 Jungle), regia di John Pasquin (1997)
- Deep Impact, regia di Mimi Leder (1998)
- La figlia di un soldato non piange mai (A Soldier's Daughter Never Cries), regia di James Ivory (1998)
- Mai stata baciata (Never Been Kissed), regia di Raja Gosnell (1999)
- Eyes Wide Shut, regia di Stanley Kubrick (1999)
- Per una sola estate (Here on Earth), regia di Mark Piznarski (2000)
- My First Mister, regia di Christine Lahti (2001)
- Radio Killer (Joyride), regia di John Dahl (2001)
- Prigione di vetro (The Glass House), regia di Daniel Sackheim (2001)
- L'Idole, regia di Samantha Lang (2002)
- Max, regia di Menno Meyjes (2002)
- Lying, regia di M. Blash (2006)
- Heavens Fall, regia di Terry Green (2006)
- In a Dark Place, regia di Donato Rotunno (2006)
- Il prescelto (The Wicker Man), regia di Neil LaBute (2006)
- The Elder Son, regia di Marius Balchunas (2006)
- In the Name of the King (In the Name of the King: A Dungeon Siege Tale), regia di Uwe Boll (2007)
- 88 minuti (88 Minutes), regia di Jon Avnet (2007)
- Walk All Over Me, regia di Robert Cuffley (2007)
- Hollywood - Un sogno a luci rosse (Finding Bliss), regia di Julie Davis (2009)
- Night Train, regia di Brian King (2009)
- Nemico pubblico - Public Enemies (Public Enemies), regia di Michael Mann (2009)
- Acts of Violence, regia di Il Lim (2010)
- Il marchio di sangue (Branded), regia di Jamie Bradshaw e Aleksandr Dulerayn (2012)
- The Last Film Festival, regia di Linda Yellen (2016), girato nel 2010

### Televisione
- Mio figlio è tornato (Reunion), regia di Lee Grant – film TV (1994)
- A Horse for Danny, regia di Dick Lowry – film TV (1995)
- Charlie Grace – serie TV, sei episodi (1995)
- Giovanna d'Arco (Joan d'Arc) – miniserie TV (1999)
- La rivolta (Uprising), regia di Jon Avnet – film TV (2001)
- Hercules – miniserie TV (2005)
- The Good Wife - serie TV, episodio 2x10 (2011)
- NYC 22 – serie TV, tredici episodi (2012)
- Drop Dead Diva - serie TV, episodio 2x07 (2012)

## Doppiatrici italiane
Nelle versioni in italiano delle opere in cui ha recitato, Leelee Sobieski è stata doppiata da:
- Domitilla D'Amico in Prigione di vetro, In the Name of the King, 88 minuti, Le relazioni pericolose, Hercules
- Valentina Mari in La figlia di un soldato non piange mai, Eyes Wide Shut, NYC 22
- Eleonora De Angelis in Per una sola estate, Giovanna d'Arco
- Barbara De Bortoli in Radio Killer
- Gemma Donati in Charlie Grace
- Ilaria Latini in Mai stata baciata
- Alessandra Muccioli in Il prescelto
- Monica Vulcano in Deep Impact
- Paola Della Pasqua in L'idole